# Nitrate-réductase à NADH
La nitrate-réductase à NADH est une oxydoréductase qui catalyse la réaction :
NO2− + NAD+ + H2O  {\displaystyle \rightleftharpoons }  NO3− + NADH + H+.
Cette enzyme est une flavoprotéine fer-soufre utilisant le molybdène comme cofacteur.